# Joe Bastianich
Joseph Bastianich, dit « Joe » Bastianich, né le 17 septembre 1968 à New York, est un entrepreneur et un homme de télévision italo-américain, exerçant dans le domaine de la restauration.

## Origines familiales et études
Il est le fils de Felice Bastianich et de la cuisinière Lidia Matticchio, née à Pula pendant son passage de l'Italie à la Yougoslavie. Quatre ans avant la naissance de Joe, ses parents achètent leur premier restaurant à Forest Hills, dans le Queens, le Buonvia. En 1979 ils achètent le Villa Seconda. Toutefois, lorsque Joe a treize ans, sa famille vend les deux restaurants pour ouvrir le Felidia à Manhattan.
Joe fréquente la Fordham Preparatory School dans le Bronx et le Boston College ; il travaille ensuite comme trader à Wall Street chez Merrill Lynch pendant un an mais abandonne bientôt cette carrière pour s'occuper des affaires de famille.

## Restaurants et caves
En 1993 Joe convainc ses parents à ouvrir avec lui le restaurant Becco à Manhattan. Tout comme pour le Felidia, le Becco obtient un succès immédiat qui permettra à la famille Bastianich d'ouvrir de nouveaux restaurants en dehors de la ville de New York. Le Becco apparait dans de nombreuses séries télévisées comme Beverly Hills 90210 et Friends. En 1997 ses parents divorcent après 31 ans de mariage. Son père décide ainsi de ne plus s'occuper de la restauration et cède ses participations à ses enfants Joe et Tanya.
Au cours des années suivantes, Joe s'associe avec le chef Mario Batali pour ouvrir le Babbo Ristorante et Enoteca, à qui le New York Times attribue deux étoiles. Dans la continuité de cette collaboration, ils ouvrent sept autres restaurants et points de vente à New York : Lupa, Esca, Casa Mono, Bar Jamón, Otto, Del Posto et, en 2010, Eataly à Manhattan avec Oscar Farinetti. À Los Angeles ils ouvrent les restaurants Osteria Mozza et Pizzeria Mozza, qui sont ensuite répliqués à Marina Bay Sands et à Singapour, et à Las Vegas ils ouvrent le B&B Ristorante.
En outre, le duo relance le Tarry Lodge à Port Chester. En 2010, Del Posto devient le premier restaurant italien en 36 ans à obtenir une critique auréolée de quatre étoiles de la part du New York Times. Au cours du mois d'août 2013, Joe Bastianich ouvre le restaurant Orsone à Gagliano, dans la province de la ville d'Italie du Nord Udine, dans le but d'amener dans son pays d'origine la culture gastronomique qu'il a appris dans le monde entier avec sa mère Lidia. De plus, Joe a créé trois entreprises vitivinicoles : Azienda Agricola Bastianich à Buttrio et à Cividale del Friuli, La Mozza s.r.l. à Magliano in Toscana et la TriTono à Mendoza, en Argentine. Il a également acquis la marque Brandini à La Morra, au Piémont.
Depuis 2011 il est juge de MasterChef Italie avec Carlo Cracco (jusqu'en 2016), Bruno Barbieri, Antonino Cannavacciuolo (depuis 2015), Giorgio Locatelli (depuis 2019) et Antonia Klugmann (en 2017).
Il est également juge de six éditions de MasterChef USA à partir de 2010 et de quatre éditions de MasterChef Junior USA avec Gordon Ramsey et Graham Elliot.
Au cours de l'été 2015 le restaurant Ricci, situé Place de la République à Milan, est rouvert grâce à l'association avec Bastianich, Belén Rodríguez, Luca Guelfi et Simona Miele (déjà propriétaires du Petit Bistrot de Milan et Miami).

## Télévision
Après être choisi comme juge de MasterChef Italie, il collabore avec Sky et d'autres diffuseurs ; il double également sa propre voix pour les programmes américains diffusés en Italie. En 2014, il prête sa voix pour le documentaire Barolo Boys : Storia di una Rivoluzione de Paolo Casalis et Tiziano Gaia.
En 2024 il participe à la 18e saison de l'émission de survie L'isola dei famosi.

### Italie
- MasterChef Italia, Sky Uno (2011-aujourd'hui) – Juge
- Festival de Sanremo 2015, Rai 1 (2015) – Invité
- Miss Italie, LA7 (2015) – Juge
- Top Gear Italie, Sky Uno (2016)
- Celebrity MasterChef Italie, Sky Uno (2017-2018) – Juge
- Cauchemar en cuisine Italie, NOVE (2017) – Invité
- MasterChef All Stars Italie, Sky Uno (2018) – Juge invité

### États-Unis
- Masterchef États-Unis, Fox (2010-2014 ; 2018-aujourd'hui)
- Junior MasterChef États-Unis, Fox (2013-2015 ; 2018-aujourd'hui)
- Restaurant Start-Up, CNBC (2014-aujourd'hui)

## Œuvres
Bastianich réalise avec David Lynch le livre Vino Italiano Buying Guide. En 2012 il publie son autobiographie, Restaurant Man, et en 2015 il publie Giuseppino (surnom attribué par sa grand-mère), où l'entrepreneur raconte sa vie avec la collaboration de Sara Porro.

## Prix et reconnaissances
En 2005 il reçoit le prix Outstanding Wine and Spritz Professional de la part de la fondation James Beard et du magazine Bon Appétit. En 2008 c'est toujours la fondation James Beard qui lui remet le prix Outstanding Restaurateur. En 2018 la Fondation Italie-États-Unis lui confère le Prix Amérique au Parlement de la République italienne.

## Vie privée
Joe vit à Greenwich, Connecticut, avec sa femme Deanna et ses enfants Olivia, Miles Ethan. Jeune il a connu des problèmes de poids et de santé, mais est parvenu à perdre une vingtaine de kilos grâce à la course à pied. Il participe également à des marathons et des triathlons. Au-delà de la cuisine et l'œnologie, il est aussi passionné par la musique, au point d'être guitariste dans le groupe américain The Ramps.